# Нурул Иман
Истана Нурул Иман (Свет Веры) — дворец брунейского султана и резиденция брунейского правительства. Построен в 1984 году в окрестностях Бандар-Сери-Бегаван. Автор проекта филиппинский архитектор Леандро Локсин.

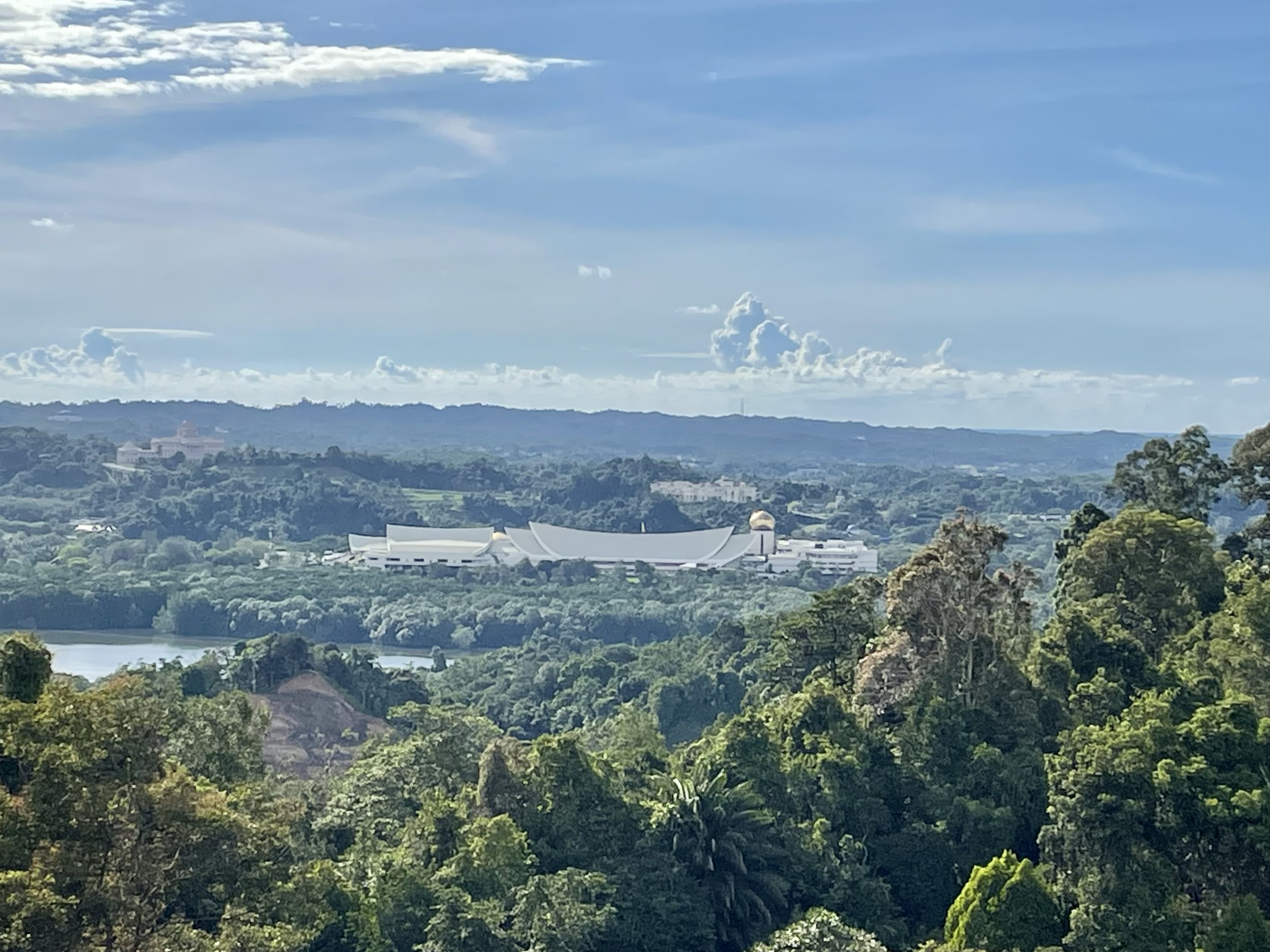
Истана-Нурул-Иман, вид с северо-запада.

Дворец имеет золотой купол. Он вмещает 1788 комнат, 257 ванных, 18 лифтов, 44 лестницы, 5 бассейнов, конюшни на 200 лошадей, оснащенные кондиционерами, мечеть и подземный гараж. Банкетный зал способен вместить до пяти тысяч человек. Среди коллекции живописи есть картины Ренуара.
Общая площадь дворца — свыше 200 000 м², а его стоимость составляет более 1,3 миллиарда долларов.